# Эгге, Клаус
Клаус Эгге (норв. Klaus Egge; 19 июля 1906, Gransherad, Телемарк — 7 марта 1979, Осло) — норвежский композитор.

## Биография
Эгге родился 19 июля 1906 года в городе Грансхерад (Телемарк). учился игре на органе до 1929 года у А. Санволла, фортепиано у Н. Ларсена и композиции у Ф. Валена в консерватории в Осло. В 1937-38 годах совершенствовался по композиции в Высшей музыкальной школе в Берлине под руководством В. Гмейндля.
В 1933-45 годах преподавал пение в высших учебных заведениях Осло. Эгге был редактором в журнале «Tonekunst» в 1935-38 годах. С 1945 года трудился в основном в печати в качестве музыкального критика в печати (в том числе в газете «Arbeiderbladet»).
В 1946 году основал Союз композиторов скандинавских стран и был его председателем до 1948 года. В том же году стал председателем Союза норвежских композиторов (на должности был до 1972 года, с перерывами) и представителем Норвегии в Международном музыкальном совете ЮНЕСКО до 1949 года. Скончался 7 марта 1979 года в Осло.

## Творчество
Эгге — один из ведущих норвежских композиторов XX века. Его зажигательная народная музыка свидетельствует о возрождении норвежской музыки в XX веке. В 30-х годах использовал в своих сочинениях национальный музыкальный фольклор. Некоторые произведения Эгге близки к неоклассицизму (например, три фантазии). Сочинения времён Второй мировой войны пропитаны патриотизмом и антивоенным настроением. В их числе — «Норвежская песнь» (1941), «Скалы Норвегии» (1941), 1-я симфония, посвящённая памяти погибших норвежских моряков (1942). В 50-х годах Эгге обратился к додекафонии. В музыке последнего периода Эгге употреблял квинты, специфические тетрахордные обороты и интервалы тритона, свидетельствующие о фольклорном начале в его поздних сочинениях.

## Сочинения
- Оратория «Свейнунг Врейм» (посвящена национальному герою, 1938)
- Балет «Фанитуллен» (1950)
- Симфонии:

- 1-я симфония (1942)
- Sinfonia giocosa (1947)
- Луисвиллская симфония (1957)
- Sinfonia sopra BACH — EGGE (1967)
- Sinfonia dolce quasi passacaglia (посвящена 50-летию филармонического оркестра Осло, 1969)

- Сочинения для оркестра:

- Увертюра (1950)
- 2 концерта с оркестром для фортепиано (1937; 1944)
- Концерт с оркестром для скрипки (1953)
- Концерт с оркестром для виолончели (1966)

- Камерно-инструментальные ансамбли':

- Струнный квартет (1933)
- Струнный квинтет (1939),
- Фортепианное трио (1941)
- Duo concertante для скрипки и альта (1949)
- 2 квинтета для духовых (1939 и 1949)

- Сочинения для фортепиано:

- 2 сонаты (программная Песнь о сновидении — Draumkvedesonate, 1933, Sonata patйtica, 1956)
- 3 фантазии («в ритме халлинга», «в ритме гангара», «в ритме спрингара», 1939)

- Хоры с оркестром:

- Норвежская песнь (Noregs-songen, 1941)
- Тот день не пришёл (Den dag kjem aldri)

- Лирическая сюита (1936)

и др.